# Poronaysk
Poronaysk (tiếng Nga: Поронайск).
Thành phố trước đây được gọi là Tikhmenevski Post (Тихменевский пост) từ 1869-1905, sau đó là Shikuka (敷香町) từ 1905-1946. Dân số: 15.476 (điều tra dân số 2013); 16.120 (ước tính 2010).